# Mastigas
Cet article possède un paronyme, voir Mastigias.
Mastigas ou Mastinas (en grec ancien : Μαστίγας ou Μαστίνας), est un roi berbère qui règne sur le royaume des Maures et des Romains au vie siècle, succédant à Masuna. Durant le règne de Mastigas, le royaume contrôle presque entièrement l'ancienne province romaine de Maurétanie césarienne, à l'exception de l'ancienne capitale, Césarée, qui est sous le contrôle de l'Empire byzantin.
Pendant la reconquête byzantine, Mastigas s'allie avec Iaudas, souverain d'un royaume dans l'Aurès et ennemi de l'Empire byzantin et de l'ancien roi mauro-romain, Masuna, dans une tentative de s'étendre sur d'autres royaumes berbères plus petits dans la région. Contrairement à Iaudas et son royaume, le royaume de Mastigas ne ferait face à aucune représailles des Byzantins, probablement en raison de son emplacement plus éloigné, et fournira plus tard un refuge sûr aux forces survivantes rebelles berbères et byzantines défaites, tels que celles du mutin byzantin Stotzas.

## Biographie
Mastigas gouverne les Berbères et les Romains de Maurétanie césarienne entre 535 et 541, succédant à Masuna. L'historien byzantin Procope de Césarée, est la seule source à son sujet. Il mentionne brièvement Mastigas et d'autres dirigeants berbères locaux dans le livre II de la Guerre des Vandales. Mastigas est identifié comme un souverain indépendant contrôlant une grande partie de l'ancienne province romaine, à l'exception de l'ancienne capitale, Césarée, sous le contrôle des Vandales, puis reconquise par l'Empire byzantin sous le général Bélisaire en 533.
La Numidie méridionale est gouvernée par le roi Iaudas, ennemi de l'Empire byzantin et de l'ancien roi berbère Masuna, et de grandes portions de l'ancienne province de Maurétanie sétifienne sont gouvernées par le chef berbère Orthaïas, qui avait été un allié de Masuna. Mastigas s'est allié à Iaudas dans le but de prendre le territoire détenu par Orthaïas. Iaudas sera vaincu par les Byzantins, mais la Maurétanie ne va subir aucune représailles, peut-être parce qu'elle est située très loin de la capitale byzantine, Carthage. Peut-être en raison de son emplacement plus éloigné, le royaume des Maures et des Romains constitue un refuge sûr pour les guerriers berbères vaincus et même les rebelles byzantins, tels que Stotzas et ses disciples. Stotzas a épousé la fille d'un noble local (peut-être la fille de Mastigas ou de Masuna) et a été nommé roi en 541, succédant potentiellement à Mastigas comme roi des Maures et des Romains.
Mastigas a frappé des pièces portant son monogramme, ainsi que le portrait de l'empereur byzantin, à cette époque Justinien Ier, un peu comme les dirigeants d'autres royaumes barbares.

## Référencement